# Hamza Mendyl
Hamza Mendyl (ur. 21 października 1997 w Casablance) – marokański piłkarz grający na pozycji lewego obrońcy. Od 2024 est zawodnikiem  w greckim klubie Aris FC.

## Kariera klubowa
Swoją karierę piłkarską Mendyl rozpoczął w akademii piłkarskiej Académie Mohammed VI. W 2015 roku wyjechał do Francji i został zawodnikiem Lille OSC. Po transferze do Lille trafił do zespołu rezerw, w którym zadebiutował 12 marca 2016 w wygranym 4:1 wyjazdowym meczu z SC Feignies.
| Sezon   | Klub        | Kraj    | Rozgrywki | Mecze | Gole | Rozgrywki Europy | Mecze | Bramki |
| ------- | ----------- | ------- | --------- | ----- | ---- | ---------------- | ----- | ------ |
| 2015/16 | Lille OSC B | Francja | CFA 2     | 7     | 0    | -                | -     | -      |
| 2016/17 | Lille OSC B | Francja | CFA 2     | 12    | 1    | -                | -     | -      |
| 2016/17 | Lille OSC   | Francja | Ligue 1   | 1     | 0    | -                | -     | -      |
| 2017/18 | Lille OSC   | Francja | Ligue 1   | 12    | 0    | -                | -     | -      |

Stan na: 31 lipca 2018 r.

## Kariera reprezentacyjna
W reprezentacji Maroka Mendyl zadebiutował 4 września 2016 roku w wygranym 2:0 meczu kwalifikacji do Pucharu Narodów Afryki 2017 z Wyspami Świętego Tomasza i Książecą. W 2017 roku został powołany do kadry na Puchar Narodów Afryki 2017.